# 2012년 벵가지 테러
2012년 벵가지 테러는 2012년 9월 11일과 12일 발생한 리비아 벵가지에서 리비아의 이슬람 무장 단체인 안사르 알샤리아가 일으킨 두 개의 미국 정부 시설에 대한 테러이다.
9월 11일 오후 9시 40분, 안사르 알샤리아 대원은 벵가지의 미국 대사관을 공격하여 J. 크리스토퍼 스티븐스 주미 미국 대사와 숀 스미스 미국 외무부 정보 관리관이 사망했다. 스티븐스는 1979년 이후 순직한 첫 대사가 되었다.
9월 12일 오전 4시경에는 약 1.6km 떨어진 CIA 별관에 대한 박격포 공격을 시작하여 CIA 계약 직원 타이론 S. 우즈와 글렌 도허티를 살해하였으며, 10명에게 부상을 입혔다. 미 중앙정보국 (CIA)의 요청에 따라 미국의 한 고위직은 이 공격을 최근에 공개된
영상 《이노센스 오브 무슬림》에 대한 항의에 대한 결과라고 묘사했다.